# Idaho State University
De Idaho State University (ISU) is een Amerikaanse openbare onderzoeksuniversiteit gevestigd in Pocatello in de staat Idaho. De universiteit werd opgericht in 1901 als Academy of Idaho, later Idaho Technical Institute, University of Idaho - Southern Branch en nadien Idaho State College. In 1963 werd het een staatsuniversiteit en kreeg de instelling zijn huidige naam.
Naast de hoofdcampus in Pocatello heeft de instelling satellietcampussen in Meridian, Idaho Falls en Twin Falls.